# ان‌جی‌سی ۲۱۴
ان‌جی‌سی ۲۱۴ (انگلیسی: NGC 214) نام یک کهکشان مارپیچی در صورت فلکی آندرومدا است.